# La segretaria quasi privata
La segretaria quasi privata (Desk Set) è un film in CinemaScope del 1957 diretto da Walter Lang con la coppia di attori Spencer Tracy e Katherine Hepburn. Prodotta da Lawrence Carr e Robert Fryer (che appaiono anche nei credits del film), la sceneggiatura di Phoebe Ephron e Henry Ephron fu tratta dall'eponima commedia romantica di William Marchant che andò in scena a Broadway il 24 ottobre 1955.

## Trama
Alla Compagnia Radiofonica Federale di Lower Manhattan, Bunny Watson è la caporeparto dell'Ufficio Quesiti, il quale si occupa di fornire risposte e ricercare fatti, rispondendo a questioni e domande di ogni tipo, dalle più complesse alle più semplici su qualsiasi argomento. Bunny è una donna molto intelligente, emancipata e battagliera, ma da sette anni la sua relazione col dirigente del reparto, Mike Cutler, non vede ancora la prospettiva del matrimonio.
La compagnia sta negoziando la fusione con un'altra, ma tiene la notizia segreta. Per aiutare gli impiegati ad affrontare la mole di lavoro che ne deriverà, il presidente ha ordinato due computer, o "cervelli elettronici". L'ingegnere elettronico ed esperto di produttività Richard Sumner ha inventato EMERAC, acronimo di Electromagnetic MEmory and Research Arithmetical Calculator, uno dei primi esempi di computer all'interno di una commedia. Egli si introduce nell'Ufficio Quesiti per vedere come esso funzioni, facilitando il passaggio di transizione, ma con la consegna al silenzio sul motivo della sua presenza nel luogo.
Anche se estremamente brillante, le mosse di Sumner finiscono per ingenerare confusione e paure nelle quattro impiegate dell'ufficio, tra loro ottime amiche, le quali temono di esser presto sostituite nel proprio lavoro dal calcolatore EMERAC, che si occuperà di rispondere più velocemente al loro posto ai quesiti, facendo risparmiare all'azienda migliaia di ore di lavoro. I loro timori sembrano confermati e avverarsi quando, una volta installata EMERAC nel loro Ufficio, tutte le lavoratrici ricevono la lettera rosa di licenziamento stampata dal nuovo computer. Viene fuori che in realtà è un errore: la macchina ha licenziato tutti i dipendenti, compreso lo stesso presidente della compagnia.
Tra equivoci e schermaglie verbali, Richard Sumner si è accorto di provare interesse per Bunny, che trova pragmatica ed efficiente. Bunny, sebbene riceva finalmente la proposta di matrimonio da Cutler, si mostra ormai innamorata dell'ingegnere. Quando Sumner si rivela a Bunny, proponendole a sua volta di sposarlo, lei teme che EMERAC sarà sempre la sua priorità. Lui nega e Bunny, per mettere alla prova la sua sincerità, preme il bottone di autodistruzione del calcolatore. Nonostante all'inizio egli resista all'impulso, alla fine Sumner salva il computer. Comunque, Bunny lo accetta.

## Uscita
Il film uscì nelle sale cinematografiche USA il 1º maggio 1957.